# Josep Plandiura

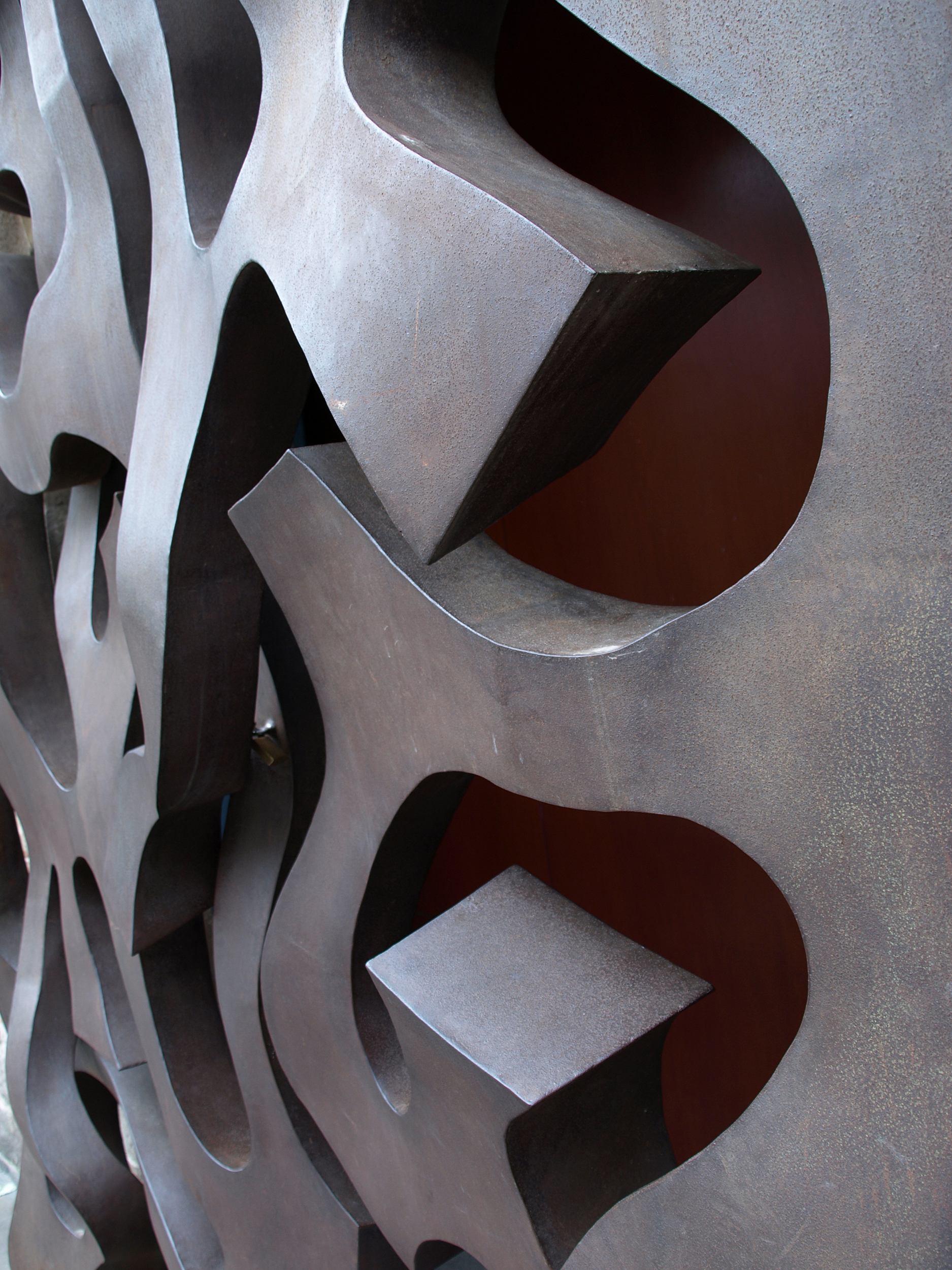
Detalle de la puerta del Museo Diocesano de Barcelona.

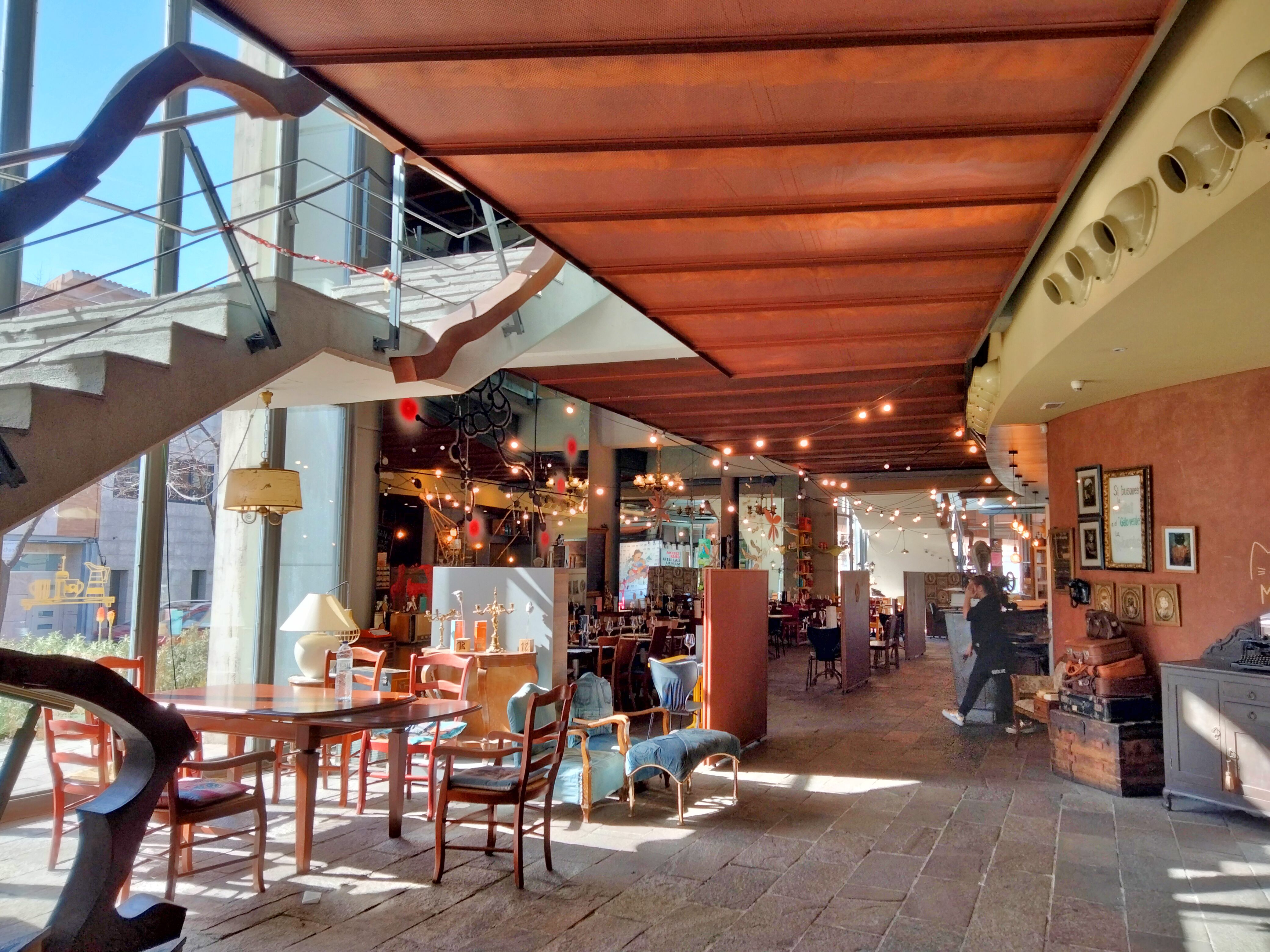
Escalera para el Teatro-Auditorio de Granollers

Josep Plandiura Vilacís (Taradell, Barcelona, 1943), es un escultor, artista multidisciplinar y autodidacta español.
Sus obras están trabajadas en hierro, desde grandes proporciones para esculturas públicas como la puerta para el Museo Diocesano de Barcelona o la escalera para el Teatro de Granollers, hasta obras de formato más reducido para colecciones particulares.
En el año 1970 participó en la fundación del colectivo Formes d'avui conjuntamente con los artistas Daniel Lleixà, Marta Ros, Jordi Vallès, Ramon Viñas y Lluís Peñaranda.
Colaboró en proyectos con los artistas el inglés Anthony Caro y el estadounidense Rodger Mack durante el año 1987. Fundó en 1988 el Centro de Arte Contemporáneo La Rectoría en San Pedro de Vilamajor, un espacio con carácter pluridisciplinar para la experimentación artística y donde el artista imparte sus conocimientos en la transformación del hierro en arte.

## Obras
- Homenaje a Pau Casals. Acero corten. Santa María de Palautordera.
- Desafio al viento. Playa de Arinaga. Las Palmas de Gran Canaria.
- Carro. Santa María de Palautordera.
- Homenaje a Alfonso I. Santa María de Palautordera.
- Entrada iglesia gótica. Iglesia de San Pedro de Vilamajor.
- Flama. Parets del Vallès[3]
- Iglesia Mayor de Santa Coloma de Gramanet
- Portes al Montseny (2013), Sant Celoni[4]
- El Pitó del Sereno (2017),  Parets del Vallès[5]
- El Pedró[5] Parets del Vallès
- El Drac. Fusta i ferro forjat Parets del Vallès[6]

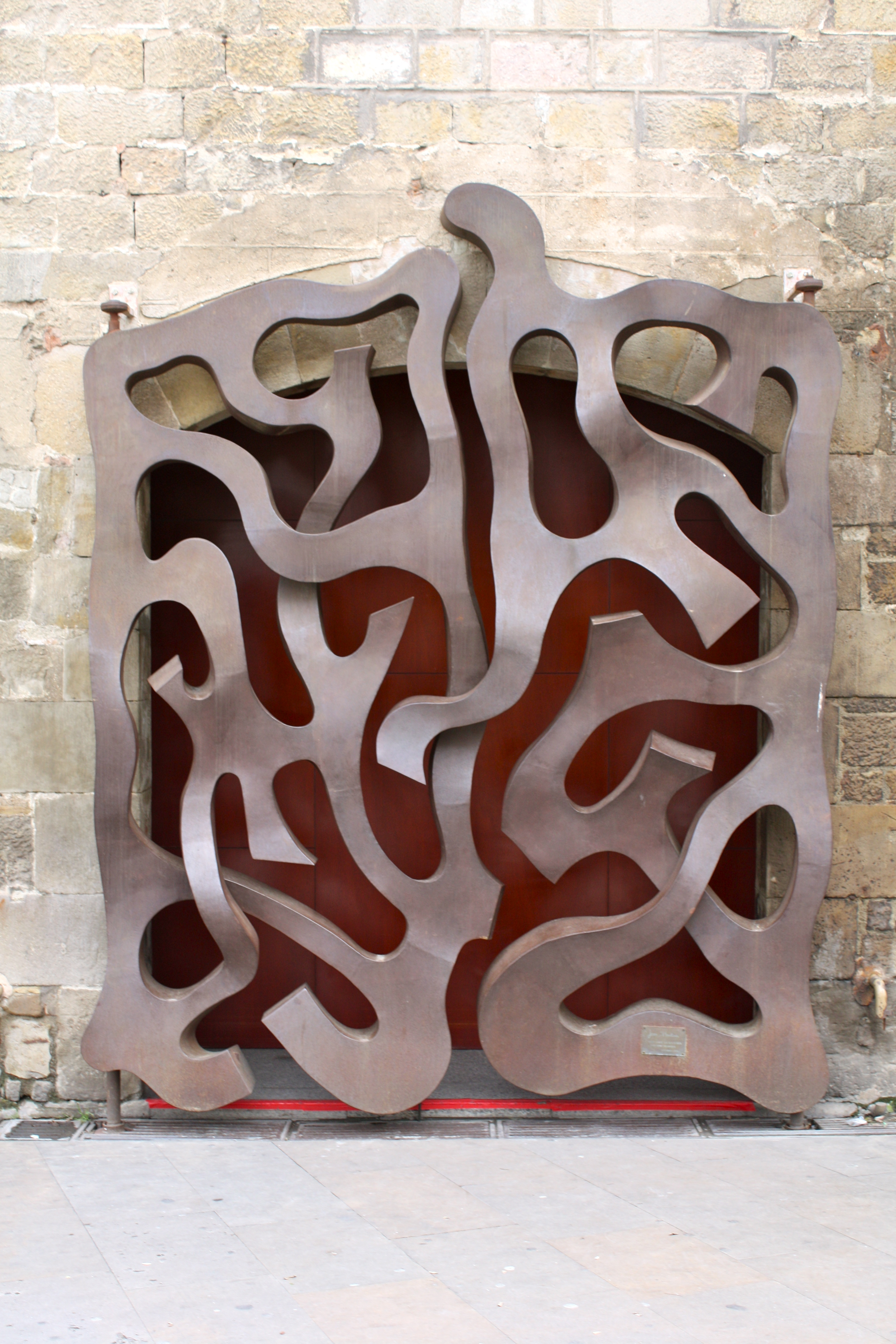
Puerta del  Museo Diocesano de Barcelona
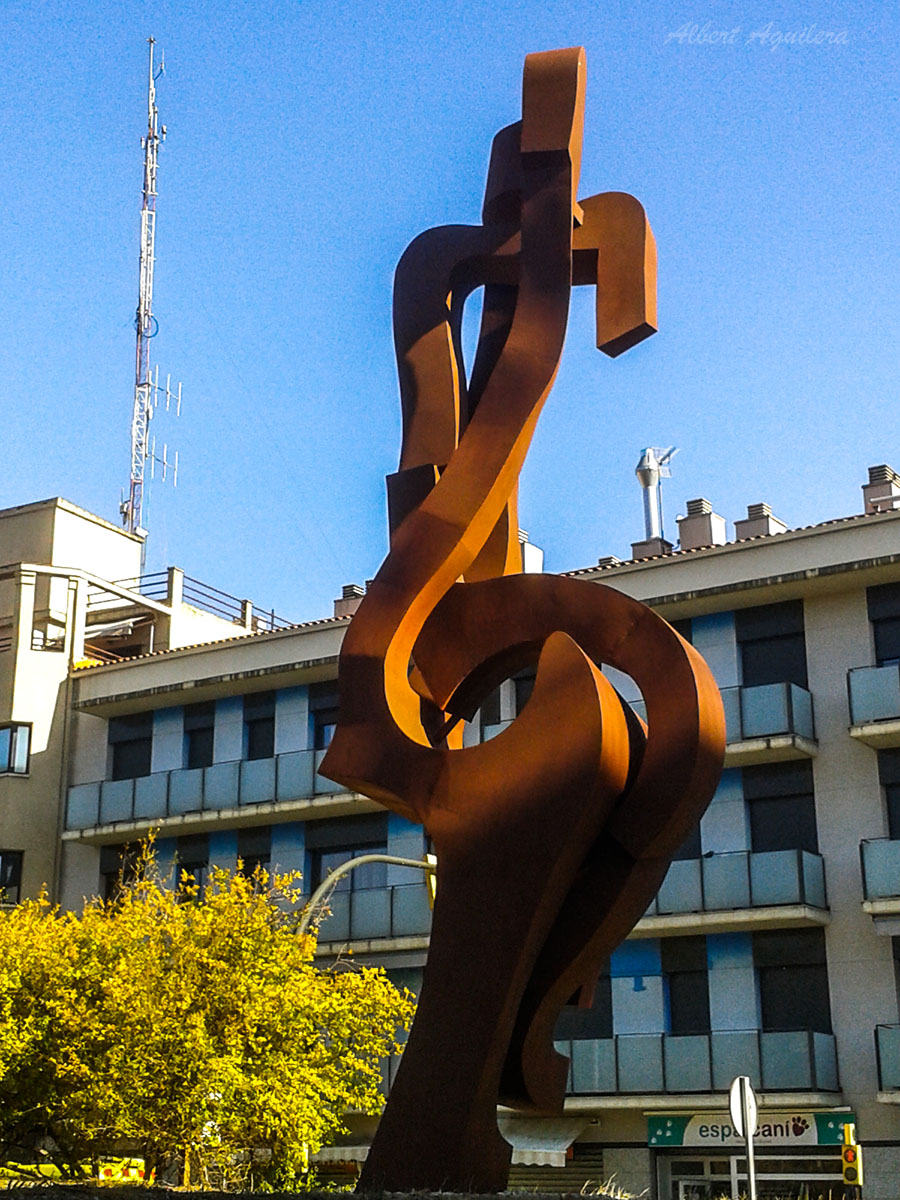
El Pedró, Parets del Vallès
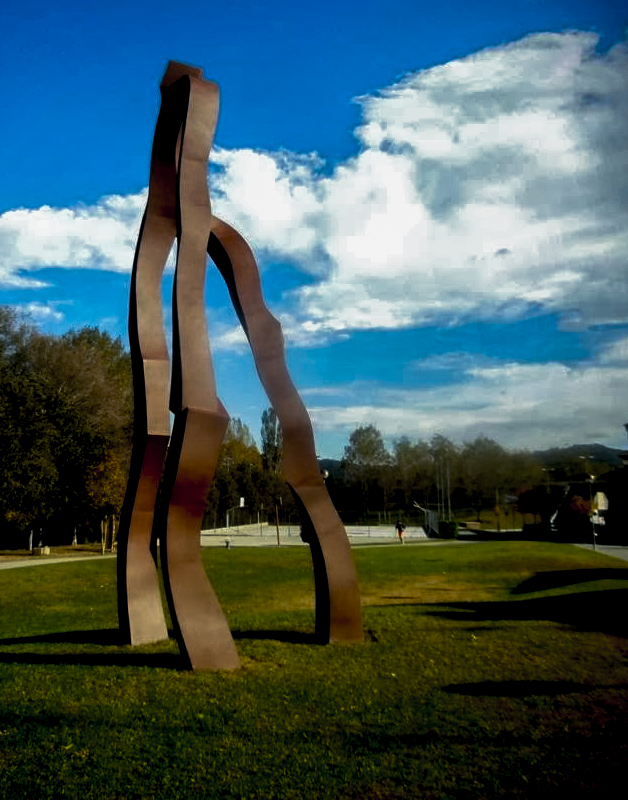
Porta del Montseny (2013), Sant Celoni
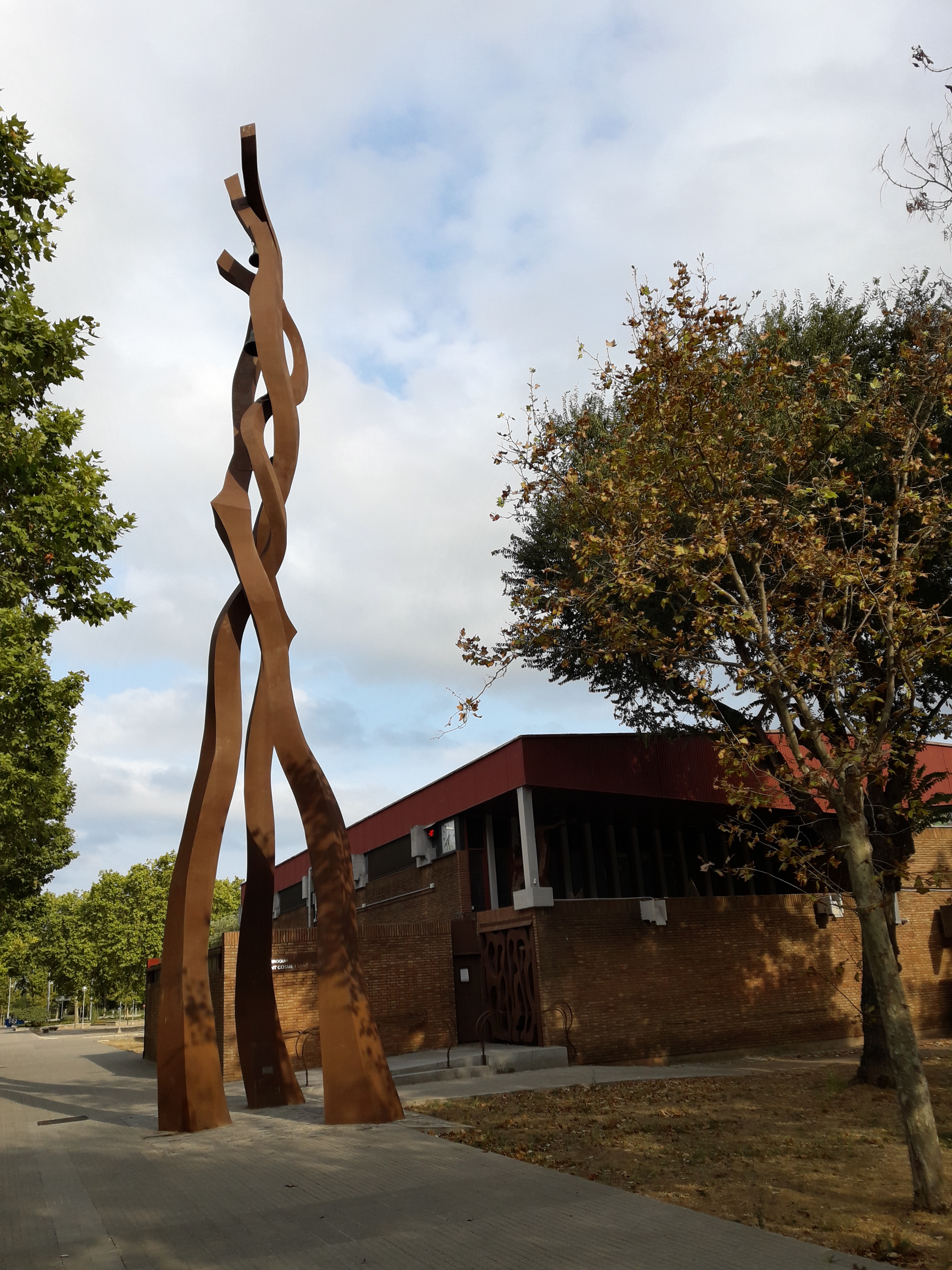
Campanar de Sant Cosme i Sant Damià, Prat de Llobregat
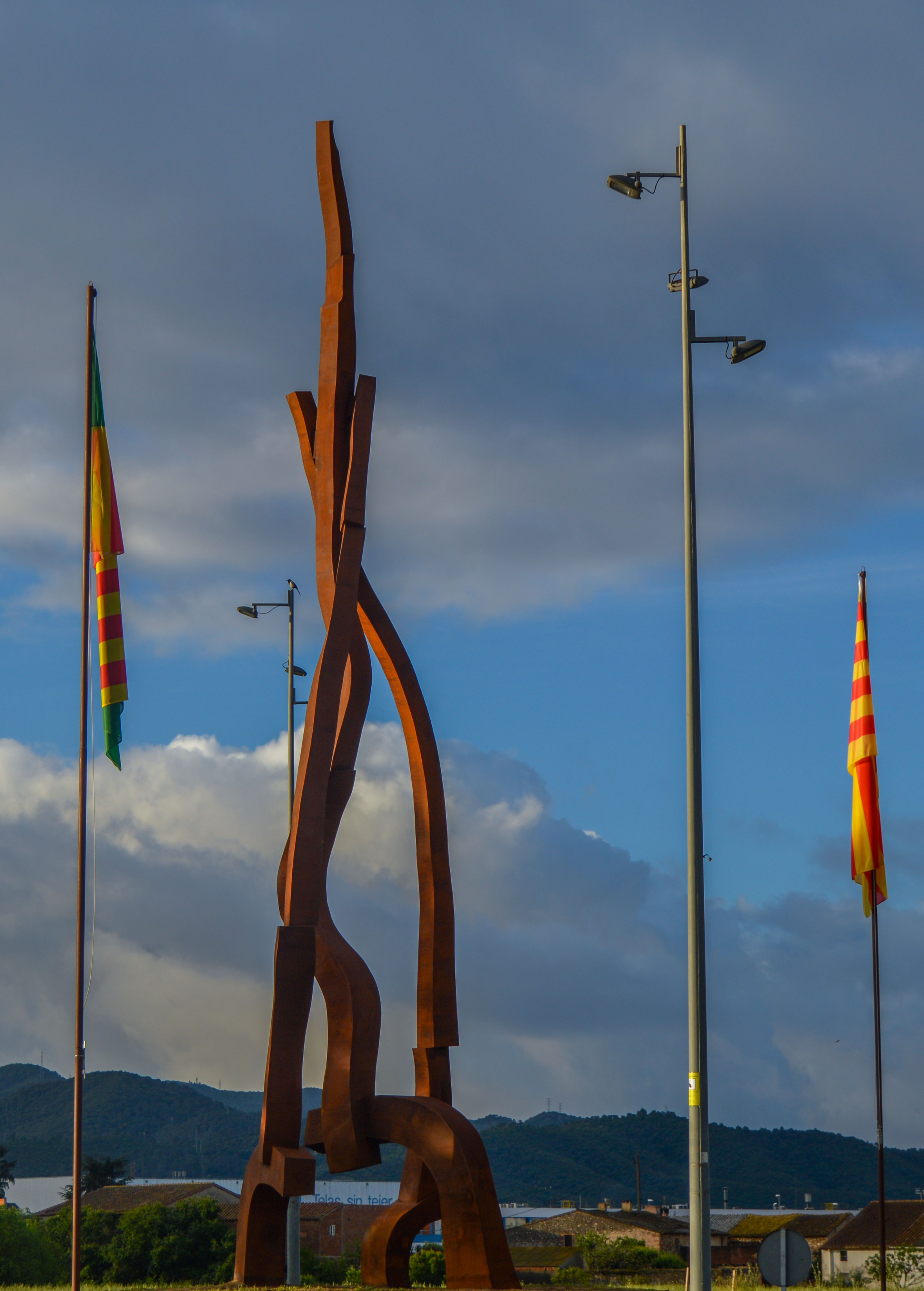
Porta-del-montseny 2 (2017),  Parets del Vallès